# Jacquetta von Luxemburg
Jacquetta (Jakobäa) von Luxemburg LG (* um 1415; † 30. Mai 1472) war eine burgundische Adlige und durch Ehe nacheinander Duchess of  Bedford und Countess Rivers.

## Leben
Sie war die älteste Tochter des Grafen Peter I. von Luxemburg-St. Pol (1390–1433) aus dem Haus Luxemburg-Ligny und der Marguerite des Baux (1394–1469), Tochter von Herzog Francesco I.  von Andria und dessen Gattin Prinzessin Sueva Orsini.
Am 22. April 1433 heiratete sie im Bischofspalast von Thérouanne in Flandern in erster Ehe den englischen Prinzen John of Lancaster, 1. Duke of Bedford (1389–1435). Er war der dritte überlebende Sohn von König Heinrich IV. von England und Mary de Bohun. Während des Hundertjährigen Kriegs kämpfte er als englischer Regent in Frankreich. 1435 wurde Jacquetta als Lady of the Garter in den Hosenbandorden aufgenommen. Zum Gefolge ihres Gatten gehörte der Ritter Sir Richard Woodville. Nach dem Tod des Duke of Bedford im September 1435 heiratete sie zwischen dem 16. September 1435 und dem 23. März 1436 heimlich Woodville. Diese unstandesgemäße Ehe mit einem Ritter war sowohl für ihre Verwandtschaft wie auch für den englischen König Heinrich VI. ein Schock. Da die Heirat ohne Erlaubnis des Königs erfolgt war, musste Woodville eine Strafe in Höhe von £ 1000 zahlen. Für Woodville bedeutete die Ehe dagegen einen erheblichen sozialen Aufstieg. 1448 wurde er zum Baron Rivers erhoben und 1450 als Knight Companion in den Hosenbandorden aufgenommen.
Während der Rosenkriege gehörte ihr Mann zu den Unterstützern des Hauses Lancaster. Als Eduard IV. aus dem Haus York 1461 englischer König geworden war, kam es zu einer weiteren skandalträchtigen Ehe, als der König im Mai 1464 Jacquettas verwitwete Tochter Elisabeth heiratete. In der Folge erhob der König seinen Schwiegervater Woodville zum Earl Rivers und verschaffte ihm einträgliche Ämter. Für die Geschwister seiner Frau vermittelte er mehrere Heiraten mit Angehörigen des englischen Hochadels, so dass die Familie Woodville erheblichen Einfluss erhielt.
Dagegen kam es 1469 zu einer Rebellion des Earl of Warwick und seiner Verbündeten. In der Schlacht von Edgecote Moor wurde König Eduard IV. gefangen genommen, nach der Schlacht wurde auch Jacquettas Mann Woodville und ihr Sohn John gefangen genommen und ohne Verhandlung hingerichtet. Jacquetta wurde wegen Zauberei angeklagt, doch nachdem ihr Schwiegersohn Eduard im Mai 1471 den Earl of Warwick und die Lancastrianer besiegt hatte und erneut englischer König geworden war, wurde die Anklage wieder zurückgezogen.

### Nachkommen
Ihre erste Ehe mit John of Lancaster, 1. Duke of Bedford, blieb kinderlos. Mit ihrem zweiten Mann Richard Woodville, 1. Earl Rivers, hatte sie dagegen sechzehn Kinder:
- Lady Elizabeth Woodville (1437–1492), ⚭ (1) Sir John Grey of Groby († 1461), ⚭ (2) König Eduard IV. von England (1442–1483);
- Lewis Woodville (* 1438), in der Kindheit gestorben;
- Lady Anne Woodville (1439–1489), ⚭ (1) William Bourchier, Viscount Bourchier († 1480), ⚭ (2) Sir Edward Wingfield, ⚭ (2) George Grey, 2. Earl of Kent (1454–1503);
- Anthony Woodville, 2. Earl Rivers (um 1440–1483);
- John Woodville († vor 1445), in der Kindheit gestorben;
- Mary Woodville (1443–1481), ⚭ 1466 William Herbert, 2. Earl of Pembroke (1451–1491);
- Lady Jacquetta Woodville (1444–1509), ⚭ John Lestrange, 8. Baron Strange of Knockin (1449–1479);
- Sir John Woodville (1445–1469), ⚭ 1462 Katherine Neville, Tochter des Ralph Neville, 1. Earl of Westmorland;
- Richard Woodville, 3. Earl Rivers (1446–1491);
- Lionel Woodville (1447–1485), Bischof von Salisbury;
- Thomas Woodville, ⚭ Anne Holland
- Martha Woodville (* 1450), ⚭ Sir John Bromley;
- Eleanor Woodville (1452–1512), ⚭ Anthony Grey, Lord Grey of Ruthin († 1480), älterer Bruder des George Grey, 2. Earl of Kent;
- Lady Margarete Woodville (1454–1490), ⚭ 1464 Thomas FitzAlan, 17. Earl of Arundel (1450–1524);
- Sir Edward Woodville (1455–1490);
- Lady Katherine Woodville (1458–1497), ⚭ (1) Henry Stafford, 2. Duke of Buckingham (1455–1483), ⚭ (2) Jasper Tudor, 1. Duke of Bedford (1431–1495), ⚭ (3) Sir Richard Wingfield of Kimbolton († 1525).